# Caso Savoia-Fiorentina

Articoli della Gazzetta dello Sport

Il caso Savoia-Fiorentina fu un illecito sportivo, uno dei primi verificatosi in Italia in tale ambito, avvenuto l'11 dicembre 1927 e che coinvolse le dirigenze delle società calcistiche di Savoia e Fiorentina.

## Storia
Il tentativo di combine avvenne durante il campionato di Prima Divisione 1927-1928, antesignano dell'odierna Serie B. Il Savoia quell'anno era stato ripescato dalla Federazione Italiana Giuoco Calcio (FIGC) in tale categoria, per meriti sportivi, ma la già precaria situazione economica della società si era acuita a causa dell'onerosa gestione che questo campionato comportava. La crisi durante il campionato era divenuta irreversibile, a tal punto da far pensare ai dirigenti di ritirare la squadra dalla competizione.
L'11 dicembre 1927, al Campo Oncino di Torre Annunziata era di scena la partita con la Fiorentina. Mancavano quattro giornate alla fine del campionato, i viola avevano assolutamente bisogno di punti per alimentare ancora i sogni di promozione, mentre il Savoia era a caccia di contanti per risanare il bilancio societario: questa combinazione di elementi portò a quello che sarà uno dei primi scandali del calcio italiano. L'incontro finì 4-1 per i toscani, ma dopo circa un mese, La Nazione scrisse dell'ipotesi di combine, così come La Gazzetta dello Sport ventilò tale possibilità in due articoli pubblicati il 2 e il 13 gennaio 1928. Scattò quindi un'indagine da parte della FIGC, che scoprì l'accordo tra le società ed elargì punizioni esemplari, per le seguenti motivazioni:
- offerta del Savoia alla Fiorentina in cambio di soldi per dare forfait;[1]
- mancata denuncia da parte della Fiorentina;[1]
- reiterata offerta del Savoia all'inizio della partita, per far vincere gli ospiti dietro compenso in denaro;[1]
- accettazione di un identificato dirigente viola, di non incassare l'indennizzo federale, a patto che il Savoia si impegnasse al massimo nella successiva gara contro il Bari, concorrenti diretti dei toscani per la corsa promozione.[4]

## Sentenze
La FIGC comminò le seguenti pene:
Alle società:
- Savoia: multa di lire 4.500[4][5]
- Fiorentina: multa di lire 1.000 per le spese d'inchiesta, cancellazione dei punti conquistati sul campo[5]

Ai dirigenti:
- Angelo Guidone (direttore sportivo Savoia): squalificato a vita[4][5]
- Teodoro Voiello (vicepresidente Savoia): squalificato per due anni[4][5]
- Francesco De Nicola (presidente Savoia): squalificato per un anno[4]
- Monzani (Fiorentina): squalificato per due anni[5]

## Epilogo
- A seguito della multa, il Savoia si ritirò dal campionato per fallimento[1].
- La Fiorentina arrivò seconda in campionato, ma al termine venne ammessa, dalla FIGC, alla successiva Divisione Nazionale.
- Al presidente della Fiorentina, il marchese Luigi Ridolfi Vay da Verrazzano — «per non aver partecipato al fatto e per averlo denunciato non appena portato a sua conoscenza» —, e al dirigente Gino Agostini — «per non aver commesso il fatto» — non venne comminata alcuna pena, nominando altresì Ridolfi commissario straordinario per la stagione 1927-1928.[5][6]